# 東メボン

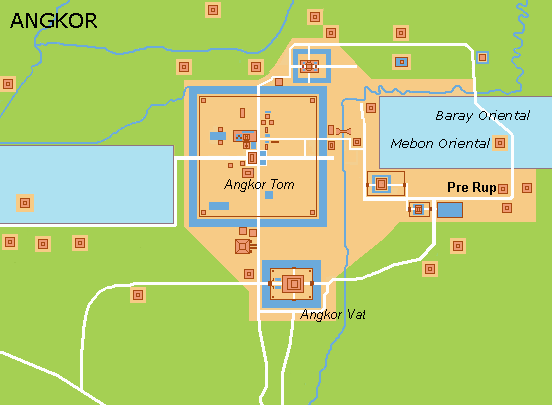
右: 東バライ、東メボン、プレ・ループ
（標記: フランス語）

東メボン（ひがしメボン、英語: East Mebon、クメール語: ប្រាសាទមេបុណ្យខាងកើត）は、カンボジアのアンコール遺跡群にある10世紀のヒンドゥー教寺院である。王ラージェンドラヴァルマン2世の統治時代 (在位944-968年) に築かれ、現在は干上がった東バライ貯水池の中心にある人工の島であった場所に建っている。

## 位置
東メボンはヒンドゥー教のシヴァ神と、王の両親に敬意を表して捧げられた。その場所は、クメール建築の配置と基本的な方角に対する関係を反映する。寺院は南北を軸として、ラージェンドラヴァルマンの主寺院であるプレ・ループが、ちょうど東バライの外側より南、約1.2キロメートルの位置に建設された。さらに、東メボンの東西の軸上にラージェンドラヴァルマンの治世時代にもう1つ造られたピミアナカスという王宮寺院が、ちょうど西に約6.8キロメートルの位置にある。

## 構成
プレ・ループの一般的様式で造られた東メボンは、西暦952年に捧げられた。それは3つの周壁、およびラテライトの3層構造の基壇をもち、砂岩、煉瓦、ラテライト、化粧漆喰 (スタッコ) という耐久性のあるクメールの建設資材をすべて含んでいる。

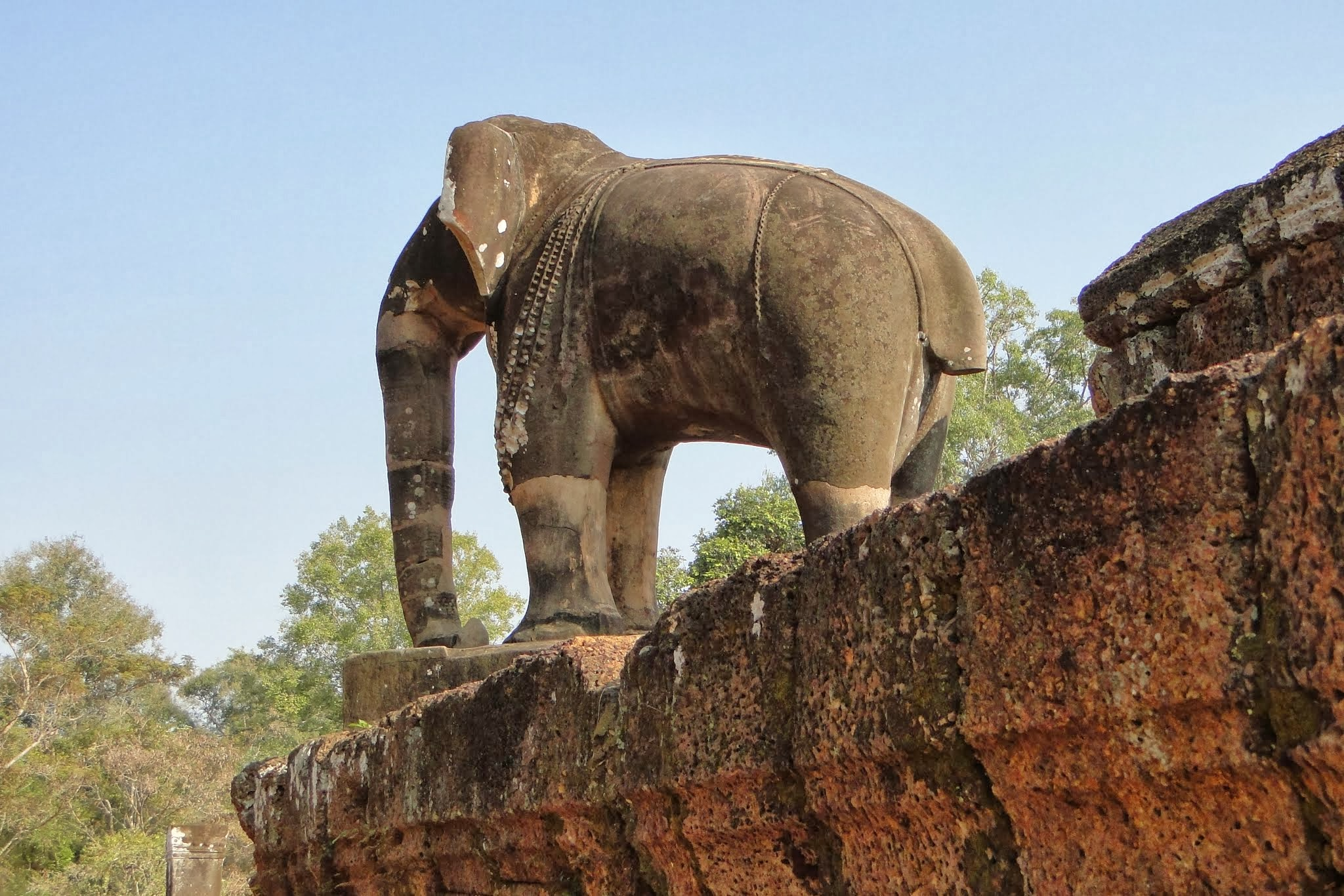
第2層のゾウの彫像

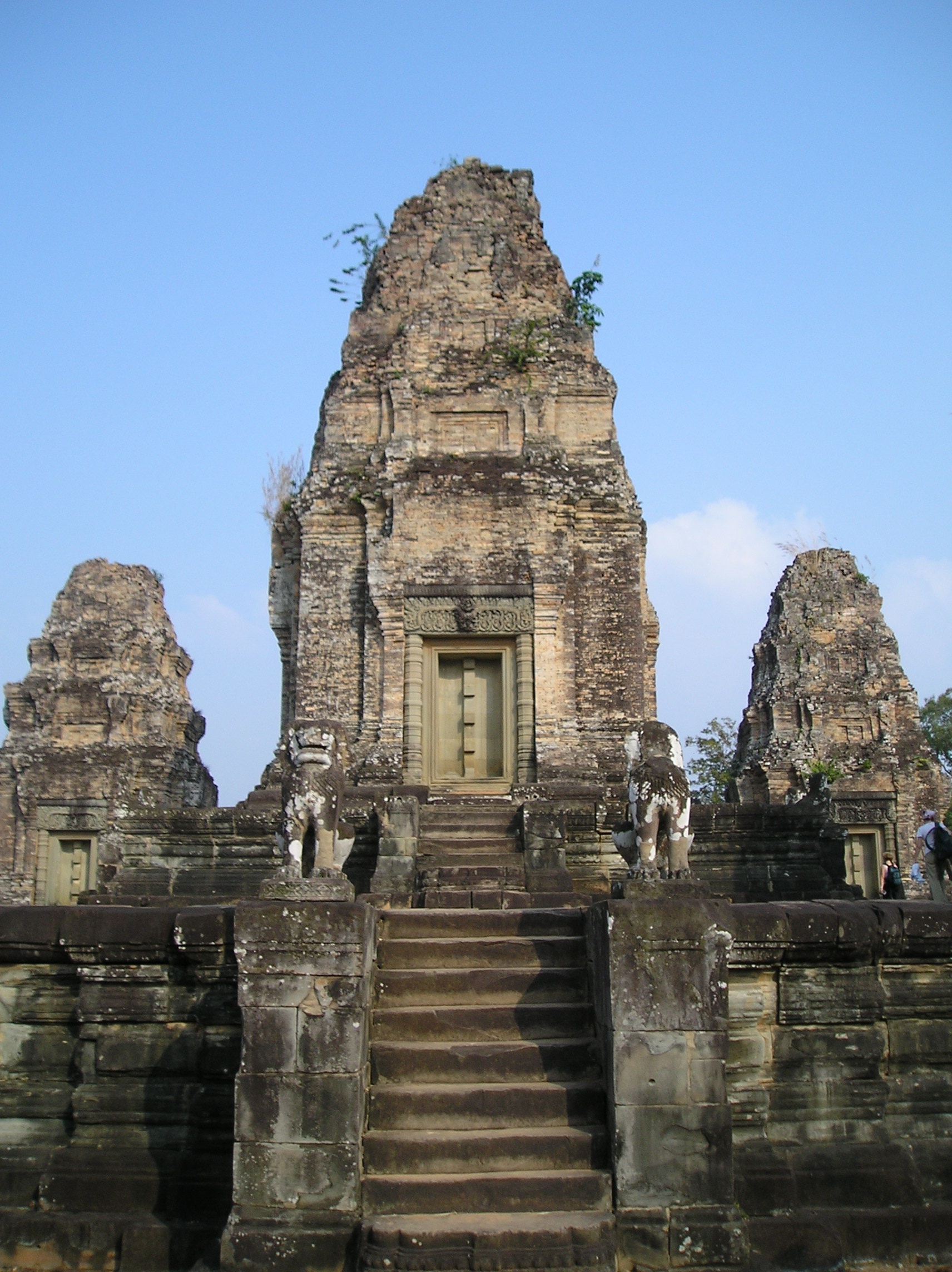
東メボンの中央祠堂

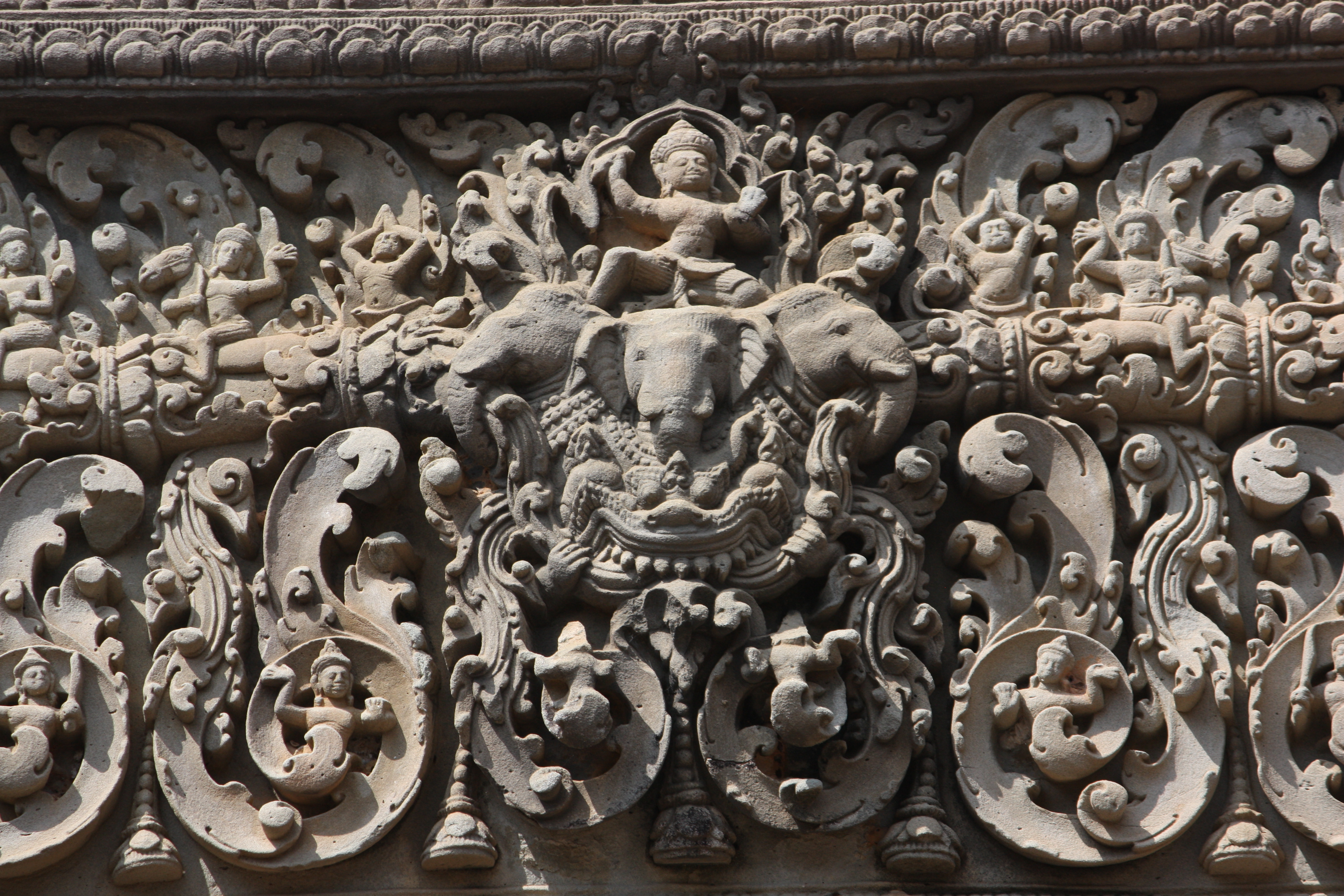
まぐさ石 (リンテル) の彫刻。アイラーヴァタに乗るインドラ

基壇は東西126メートル、南北121メートルで、最上部には、四角い基壇の角にある4基の小塔に囲まれた基壇上に中央の塔（中央祠堂）がある。その塔は煉瓦造りであり、まぐさ、偽扉および柱の部分は砂岩で造られており、かつて化粧漆喰を鋲で固定した穴が見られる。
東メボンの彫刻は多様かつ優れており、基壇の第1層と第2層の角には高さ2メートルの独立したゾウの彫像がある。まぐさの彫刻は特に洗練されており、宗教的場面として、インドラ神が3つの頭をもつゾウ、アイラーヴァタの上に乗るものや、シヴァ神がその乗り物の聖牛ナンディンの上に乗るものがある。
今日、上層より外側を見ると、かつて寺院を囲んだ水の巨大な広がりが想像される。また、基部にある4つの桟橋は、寺院にかつては舟で渡ったことを想起させる。